# Felice Borel
Felice Placido Borel, zkráceně jen Felice Borel (5. dubna 1914 Nice – 21. ledna 1993 Turín), byl italský fotbalový záložník a později i trenér. Jeho fotbalová kariéra byla z velké části ovlivněna zraněními.
Debutoval v dresu Juventusu 2. října 1932. V letech 1932 až 1935 přispěl k vítězství 3 ligových titulů za sebou. Byl i nejlepší střelec sezony 1932/33 (s 29 góly ve 28 zápasech) a 1933/34 v prvním případě byl počet gólů vyšší než počet hraných zápasů, což stanovilo rekord, který pak vyrovnal pouze Christian Vieri o 70 let později s 24 góly ve 23 zápasech. Byl také nejmladším hráčem, který vyhrál tabulku střelců, což je rekord, který je stále platný. Později se do klubu oklikou na jednu sezonu z Turína vrátil jako hrající trenér.
S italskou reprezentací vyhrál mistrovství světa roku 1934. Celkem za národní tým odehrál 3 utkání a vstřelil 1 gól.
Protože i jeho bratr Aldo Borel byl fotbalistou, byl Felice často nazýván Borel II. Po ukončení trenéřiny se stal novinářem, který pomáhal různým kolegům při rozhovorech a také pozorovatelem, manažerem a generálním manažerem Agnelliho. Prosazoval také vytvoření fotbalové školy ve Finale Ligure, městě, kde dlouho žil a kde byl pohřben, školy, která si vzala jeho jméno. Byl posledním přeživším národního týmu z roku 1934. Jeho pohřbu, který se konal nejprve v Turíně a poté ve Finale Ligure, se zúčastnilo mnoho lidí, včetně týmů Juventusu a Turína.
Od října 1997 je na jeho památku pojmenován městský stadion ve Finale Ligure.

## Hráčská statistika
| Sezóna  | Klub        | Liga           | Liga   | Liga | Ligové poháry | Ligové poháry | Ligové poháry | Kontinentální poháry | Kontinentální poháry | Kontinentální poháry | Celkem | Celkem |
| Sezóna  | Klub        | Soutěž         | Zápasy | Góly | Soutěž        | Zápasy        | Góly          | Soutěž               | Zápasy               | Góly                 | Zápasy | Góly   |
| ------- | ----------- | -------------- | ------ | ---- | ------------- | ------------- | ------------- | -------------------- | -------------------- | -------------------- | ------ | ------ |
| 1932/33 | Juventus    | Serie A        | 28     | 29   | -             | 0             | 0             | Stř.P                | 4                    | 1                    | 32     | 30     |
| 1933/34 | Juventus    | Serie A        | 34     | 31   | -             | 0             | 0             | Stř.P                | 6                    | 5                    | 40     | 36     |
| 1934/35 | Juventus    | Serie A        | 29     | 14   | -             | 0             | 0             | Stř.P                | 7                    | 6                    | 36     | 20     |
| 1935/36 | Juventus    | Serie A        | 8      | 5    | IP            | 0             | 0             | -                    | 0                    | 0                    | 8      | 5      |
| 1936/37 | Juventus    | Serie A        | 26     | 17   | IP            | 2             | 1             | -                    | 0                    | 0                    | 28     | 18     |
| 1937/38 | Juventus    | Serie A        | 14     | 7    | IP            | 3             | 4             | Stř.P                | 0                    | 0                    | 17     | 11     |
| 1938/39 | Juventus    | Serie A        | 19     | 1    | IP            | 1             | 0             | -                    | 0                    | 0                    | 20     | 1      |
| 1939/40 | Juventus    | Serie A        | 17     | 6    | IP            | 3             | 2             | -                    | 0                    | 0                    | 20     | 8      |
| 1940/41 | Juventus    | Serie A        | 30     | 8    | IP            | 2             | 2             | -                    | 0                    | 0                    | 32     | 10     |
| 1941/42 | Turín       | Serie A        | 25     | 7    | IP            | 1             | 0             | -                    | 0                    | 0                    | 26     | 7      |
| 1942/43 | Juventus    | Serie A        | 25     | 7    | -             | 0             | 0             | -                    | 4                    | 1                    | 25     | 7      |
| 1944    | Juventus    | Národní divize | 22     | 5    | -             | 0             | 0             | -                    | 0                    | 0                    | 22     | 5      |
| 1946/47 | Alessandria | Serie A        | 1      | 0    | -             | 0             | 0             | -                    | 0                    | 0                    | 1      | 0      |
| 1948/49 | Neapol      | Serie B        | 1      | 0    | -             | 0             | 0             | -                    | 0                    | 0                    | 1      | 0      |
| Celkově | Celkově     | Celkově        | 307    | 149  | -             | 12            | 9             | -                    | 17                   | 12                   | 336    | 170    |

## Hráčské úspěchy

### Klubové
- 3× vítěz italské ligy (1932/33, 1933/34, 1934/35)
- 1× vítěz italského poháru (1937/38)

### Reprezentační
- 1x na MS (1934 - zlato)
- 1x na MP (1933-1935 - zlato)

### Individuální
- 2x nejlepší střelec ligy (1932/33, 1933/34)